# 新潟県道306号市野沢中興線
新潟県道306号市野沢中興線（にいがたけんどう306ごう いちのさわなかおきせん）は、新潟県佐渡市内を通る一般県道である。

## 概要

### 路線データ
- 起点：新潟県佐渡市市野沢（新潟県道305号妙照寺佐和田線交点）
- 終点：新潟県佐渡市泉甲（国道350号交点）

## 地理

### 通過する自治体
- 新潟県佐渡市

### 接続する道路
- 新潟県道305号妙照寺佐和田線（起点：佐渡市市野沢）
- 国道350号（終点：佐渡市泉甲）

### 周辺
- 泉簡易郵便局
- フレッシュマツヤ 金井店（スーパーマーケット）
- ひらせいホームセンター 佐渡店
- 洋服の青山 佐渡店
- ジョーシン 佐渡店
- 蔦屋書店 佐渡佐和田店
- 真電 佐渡店
- 金井歴史民俗資料館
- 黒木御所跡 - 承久の乱で配流された順徳上皇の仮宮跡。

## その他
- 路線名の「中興」は、終点付近の地名（新潟県佐渡市中興）に由来する。